# گرگوری
گرگوری، روستایی در دهستان زیودار بخش مرکزی شهرستان معمولان در استان لرستان ایران است.

## جمعیت
بر پایه سرشماری عمومی نفوس و مسکن در سال ۱۳۹۵، جمعیت این روستا برابر با ۳۰ نفر (۹ خانوار) بوده‌است.